# ATX

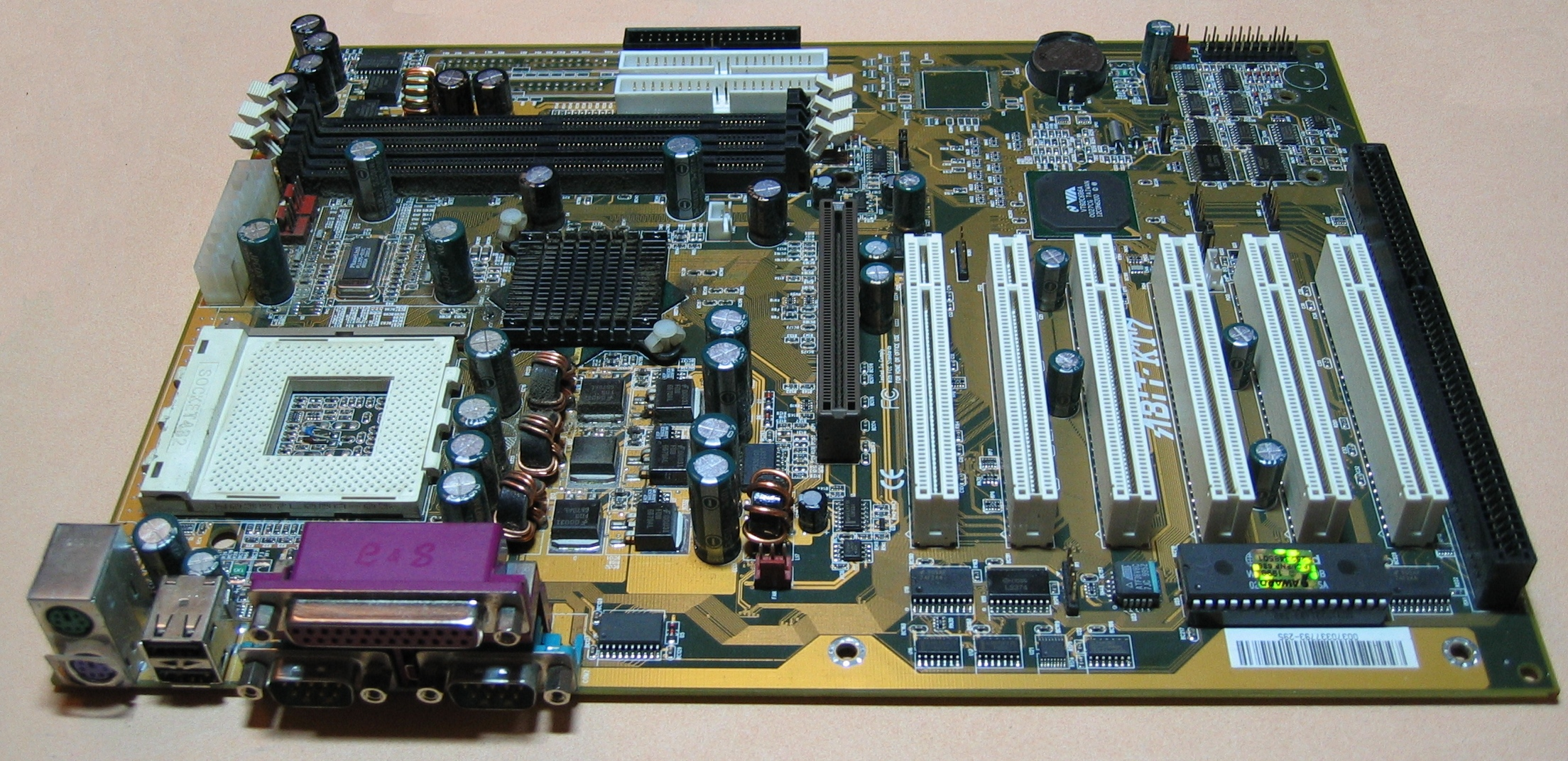
Formát základních desek ATX se stal pro své výhody oproti předchozímu formátu AT velmi populárním.

Formát základních desek ATX (tj. Advanced Technology Extended) byl vytvořen společností Intel v roce 1995. Byla to první velká změna v uspořádání počítačové skříně po mnoha letech. ATX svými přednostmi zcela nahradil zastaralý formát AT. Ostatní standardy pro malé základní desky (jako třeba microATX, FlexATX a mini-ITX) obvykle zachovávaly základní koncepci a snažily se pouze o zredukování velikosti desky a počtu rozšiřujících slotů. V roce 2003 oznámil Intel nový standard BTX, zamýšlený jako nástupce ATX. Ale ještě v lednu 2007 formát ATX stále přetrvává jako průmyslový standard pro většinu výrobců výpočetní techniky. BTX se používá pouze ve značkových počítačích vyráběných společnostmi Dell, Gateway a HP. Oficiální specifikace byla vydána Intelem v roce 1995 a byla několikrát revidována. Současná verze 2.2 byla vydána roce 2004. Plný rozměr základní desky ATX je 305 mm × 244 mm (12" × 9,6"). Kromě něho se ještě používá menší formát microATX.

## Napájecí zdroj
Počítačové skříně AT měly zapínací tlačítko napojené přímo do silové části napájecího zdroje pomocí 4žilového kabelu a uzemnění kovové kostry skříně. Byl to klasický dvoupólový vypínač spínající fázi a střední pracovní vodič napájecího napětí (v Evropě 230 V).
U počítačové skříně formátu ATX není zdroj spojen přímo se zapínacím tlačítkem. To umožňuje zapínání počítače i jinými způsoby (Wake on LAN, Wake on RING, klávesnicí nebo myší). Přesto má mnoho napájecích zdrojů ATX na své zadní straně klasický vypínač. Tím se počítač skutečně vypne a softwarové zapnutí pak není možné. Pokud je tento vypínač zapnutý, počítač stále spotřebovává energii, i když vypadá jako vypnutý (tzv. pohotovostní spotřeba elektřiny). Tento režim se nazývá „soft-off“ nebo „stand-by“ a slouží pro vzdálené zapnutí přes Wake on RING nebo Wake on LAN. Běžně se ale počítač zapíná tlačítkem umístěným na přední stěně skříně.
Konektor napájecího zdroje zapojovaný do základní desky se změnil. Starý AT zdroj měl dva podobné konektory, které se daly lehce zaměnit a bylo tak možné základní desku zničit. ATX používá jeden velký konektor, takže je instalace snadnější. Nový konektor obsahuje i napětí 3,3 V, takže si toto napětí nemusí základní deska stabilizovat sama. Některé poslední typy základních desek AT obsahovaly jak konektory pro zdroj AT, tak i pro nový ATX. S nástupem procesoru Pentium 4 byl přidán pomocný dvanáctivoltový 4pinový konektor (dva žluté vodiče a dva černé vodiče). Později ho začaly používat i základní desky s procesory Athlon XP a Athlon 64. Některé počítačové systémy vyšší kategorie používají ještě další konektory pro větší výkon. Některé velmi výkonné grafické karty vyžadují extra napájení; to bývá řešeno 4pinovým konektorem molex, podobným jako u napájení pevných disků. Moderní grafické karty na sběrnici PCI Express využívají jeden nebo více 6pinových konektorů pro dostatečné napájení.
Formát ATX se vyskytuje v 7 hlavních verzích napájecích konektorů:
- ATX – 20pinový konektor (používán procesory Pentium III a prvními Athlony)
- WTX – 24pinový konektor (Pentium II a III, Xeon a Athlon MP)
- AMD GES – 24pinový hlavní konektor, 8pinový pomocný konektor (některé „dual-processor“ desky Athlon)
- ATX12V – 20pinový hlavní konektor, 4pinový přídavný konektor, 8pinový konektor (Pentium 4 a pozdější Athlon XP a Athlon 64)
- EPS12V – 24pinový hlavní konektor, 8pinový pomocný konektor, přídavný 4pinový konektor (Xeon a Opteron) definované ve specifikaci SSI
- ATX12V 2.0 – 24pinový hlavní konektor, 4pinový pomocný konektor (Pentium 4, Core 2 Duo a Athlon 64 se sběrnicí PCI Express)
- ATX12V 2.2 – Jeden 20- nebo 24pinový konektor, jeden 4pinový konektor ATX12V. Mnoho výrobců napájecích zdrojů přidává 4pinový konektor, který může být použit jako druhý konektor EPS12V.

Pokud připojíte základní desku s 24pinovým konektorem ke zdroji, který má pouze 20pinový konektor, nemusí se počítač vůbec rozjet!
Formát ATX byl vytvořen tak, aby podporoval chlazení mikroprocesoru ventilátorem ve zdroji. U předchozích formátů to nebylo třeba, protože tehdejší procesory neprodukovaly tolik tepla jako ty současné, které vyžadují výkonné nucené chlazení.

## Konektory

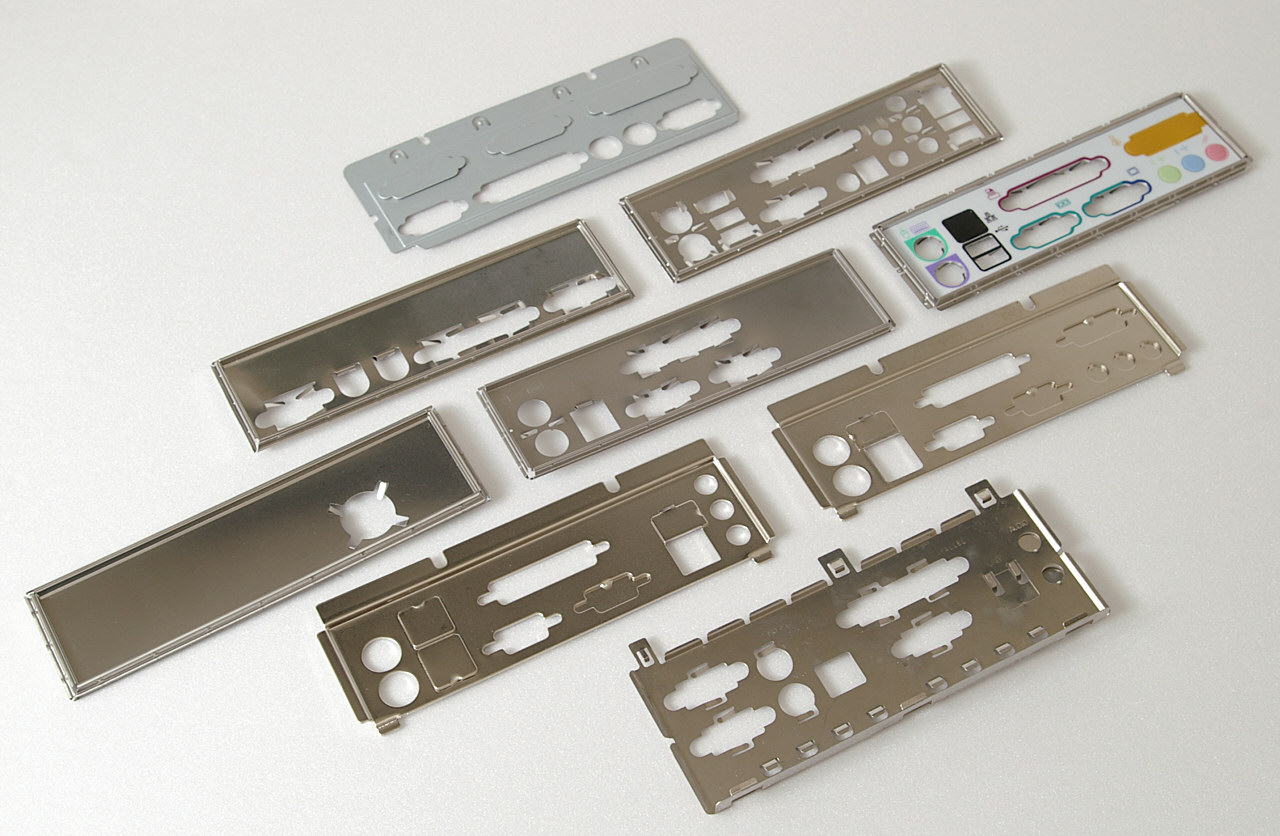
krytky konektorů základní desky formátu ATX

Na zadní stěně skříně nastalo rovněž několik změn. Standard AT měl na základní desce umístěn pouze konektor klávesnice. Ostatní konektory (jako sériový nebo paralelní port) byly vyvedené plochými kabely do krytek jednotlivých volných slotů. ATX dovoluje výrobcům základních desek umístit tyto konektory přímo na desku v horní obdélníkové oblasti. Jejich rozvržení je v rámci této oblasti libovolné, neboť se uzavírá krytkou dodávanou výrobcem základní desky. Obvykle zde bývají umístěné konektory běžných vstupů a výstupů integrovaných na základní desce (klávesnice, PS/2 myš, USB porty, sériové a paralelní porty, konektor VGA integrované grafické karty atd.)
ATX obsahuje konektor mini-DIN pro klávesnici (kulatý, fialový) a hned vedle něho konektor PS/2 pro myš (rovněž kulatý ale zelený). AT systémy používaly pro klávesnici 5pinový konektor DIN. Pro myš to byl standardní sériový port počítače.